# Marginaster pectinatus
Marginaster pectinatus är en sjöstjärneart som beskrevs av Perrier 1881. Marginaster pectinatus ingår i släktet Marginaster och familjen kuddsjöstjärnor. Inga underarter finns listade i Catalogue of Life.